# 电脑象棋
電腦象棋，是指人工智能象棋对弈软件。電腦象棋軟體的製作，分成開局、中盤、殘局三個部分，各自有不同的演算法，開局主要以儲存的開局棋譜為本，中盤與殘局則運用審局函數和對局樹的計算，但殘局必須考慮特例的計算。
最早的電腦程式的象棋遊戲是1986年的洛斯阿拉莫斯象棋。由於象棋與西洋棋許多相似之處，再加上電腦西洋棋發展較為成熟，電腦象棋軟體設計的架構跟方法大致上都是參考電腦西洋棋。
2006年最好的電腦象棋軟體，已可以和頂尖棋士相抗衡。

## 象棋引擎程序
| 名稱                                  | 作者                 | 網站                      | 戰績/備註 |  |
| ------------------------------------- | -------------------- | ------------------------- | --- |  |
| 象棋大師、特級大師、將族              | 虞希舜               | 無                        | 1989電腦奧林匹克金牌 |  |
| 象棋專家                              | 曹國明               | 無                        | 1989, 1990電腦奧林匹克銀牌 |  |
| 象棋明星、ELP                         | 鄭武堯，台灣大學團隊 | 無                        | 1989電腦奧林匹克銅牌；1990, 2001, 2002電腦奧林匹克金牌 |  |
| 夢入神機（mrsj）                      | 吳韌                 | 無                        | 1991, 1992電腦奧林匹克金牌 |  |
| 縱馬奔流（zmbl）                      | 志堅                 | 無                        | 2003電腦奧林匹克金牌 |  |
| 千慮（contemplation）                 | 吳光哲，台灣大學團隊 | 無                        | 2004電腦奧林匹克金牌 |  |
| 象棋奇兵                              | 趙明陽               | 有                        | 2005電腦奧林匹克金牌 |  |
| 棋天大聖                              | 王驕                 | 有                        | 2006, 2007電腦奧林匹克金牌；2006浪潮杯中國計算機博弈錦標賽冠軍 |  |
| 倚天象棋                              | 陳朝營，韋餘濤       | 有                        | 2008電腦奧林匹克金牌 |  |
| 天馬行空（TMSK）                      | 沈秉                 | 無                        | 2009電腦奧林匹克金牌 |  |
| 象棋世家                              | 鄭明政               | 有                        | 2010, 2011電腦奧林匹克金牌 |  |
| 謝謝大師（XieXieMaster）              | Pascal Tang          | 有                        | 2003電腦奧林匹克銀牌；2004世界電腦象棋賽冠軍 |  |
| 象棋旋風                              | 陳朝營，張志強，張閩 | 無                        | 2007第2屆中國機器博弈錦標賽冠軍；2008第13屆電腦奧林匹克銀牌 |  |
| 新象棋旋风                            | 陈朝营               | 有                        | 2010第4屆中國機器博弈錦標賽冠軍；2011第5屆中國機器博弈錦標賽亚軍 |  |
| 天機象棋                              | 鄭旭                 | 有                        | 2007第2屆中國機器博弈錦標賽亞軍；2008第13屆電腦奧林匹克銅牌 |  |
| 象棋名手                              | 蒋志敏，張閩         | 有                        | 2009第3屆中國機器博弈錦標賽冠軍；2010第4屆中國機器博弈錦標賽季軍；2011第5屆中國機器博弈錦標賽冠軍；2012第6屆中國機器博弈錦標賽冠軍；2013第7屆中國機器博弈錦標賽冠軍；2014第8屆中國機器博弈錦標賽冠軍        |  |
| 佳佳象棋                              | 李國來               | 有                        | 2008第13屆電腦奧林匹克第4名; 2009第3屆中國機器博弈錦標賽亞軍; 2010第4屆中國機器博弈錦標賽亞軍 |  |
| 先知（Oraclex）                       | 张志富               | 無                        | 多次参加中国机器博弈锦标赛。2011第5屆中國機器博弈錦標賽季軍; 2012第6屆中國機器博弈錦標賽亞軍; 2013第7屆中國機器博弈錦標賽亞軍; 2014第8屆中國機器博弈錦標賽亞軍                                              |  |
| 七星大師                              | 趙德志               | 無                        | |  |
| VSCCP                                 | Pham Hong Nguyen     | 無                        | 开源示範程式 |  |
| 夢入神蛋（英文名MRSD，舊名為ki11egg） | 魏澤人               | 有                        | 又稱夢入聖蛋、撤蛋，是一個象棋對弈程式，作者魏澤人，使用GPL授權。早期運用丙正正語言寫成。它本身已經有一個用戶界面，用 FLTK 函式庫寫成。後來又有人將夢入神蛋的引擎改寫，成為另一象棋程式「淺紅」的外掛引擎。 |  |
| 象眼（ElephantEye）                   | 黃晨                 | 有                        | 開源 |  |
| 淺紅像棋                              | Jeremy Craner        | 有                        | |  |
| 棋隱（Chess Learner）                 | 邵金雷               | 有                        | |  |
| 楚漢棋緣                              | 賀建良               | 無                        | |  |
| SaoLa                                 | Pham Hong Nguyen     | 無                        | |  |
| 深象                                  | 台灣師大團隊         | 無                        | 2006電腦奧林匹克銅牌 |  |
| 象棋經略                              | 吳衍奇               | 無                        | |  |
| 理治棋壯（BitStronger）               | 林健等，北理工團隊   | 有 （页面存档备份，存于） | 符合UCCI標準的开源程序 |  |
| GMChess                               | lerosua              | 有 （页面存档备份，存于） | 引擎基于象眼，进入Debian |  |
| 皮卡鱼 （Pikafish）                   | PikaCat-OuO等人      | 有 （页面存档备份，存于） | 引擎基于Stockfish，开源项目地址 （页面存档备份，存于），引擎支持 UCI 协议，基于高效更新神经网络（NNUE）的象棋评估                                                                                           |  |
| 小虫象棋（BugChess）                  | 刘宗元               | 有                        | 商业引擎 |  |

## 比賽

### 程式對程式
最早由宏碁電腦開始舉辦電腦象棋比賽，從 1988 年到 1990 年止。另一個是電腦奧林匹亞競賽中有電腦象棋的項目，從 1989 年辦到 1992 年暫停，2001 年起繼續每年舉辦。最近幾年電腦象棋發展越來越熱絡，2004 年起世界電腦象棋爭霸賽每三年舉辦一次。中国机器博弈锦标赛 2006 年起開始每年舉辦。

### 人對程式
1985 年到 1990 年宏碁電腦就曾辦過人對電腦的競賽。
之後偶有電腦程式參加人類的象棋比賽或檢定賽，但時常遇到阻撓，譬如不予排名甚至不准參賽。 人腦對電腦象棋大賽 （页面存档备份，存于）自 1999 年開始每年舉辦。

## 協議/通訊協定
為了讓象棋程式與程式之間能夠自動下棋，因此必須定出了一些共通協議（protocol），譬如棋盤如何表示、棋步如何表示、或是複雜一些的時間控制。比較早公開提出的有 cxboard 及 淺紅 plugin spec。現在比較廣為流行的是基於西洋棋協議修改而來的 中国象棋通用引擎协议（UCCI）以及旋风UCI协议。

## 殘局
電腦象棋對殘局的處理主要有兩種方法，一是編寫大量規則，當盤面符合某些條件則調整評分函數，這個方法的優點是可以將棋譜或專家研究的結果編寫入程式內，缺點是例外可能很多。另一種則是利用電腦強大的計算力與儲存空間，窮舉一個兵種所有的狀況，做成資料庫，優點是資料庫內的資料都很精確（某個盤面的輸贏，距離輸贏步數），但缺點是建造資料庫曠日費時，在實戰中還不夠實用。因此實戰程式都是採用第一種方法，少數程式會再利用殘局庫作輔助。
殘局庫研究困難在於象棋棋規的處理，還有如何快速建造大資料庫。

## 竞赛排名
| 比赛名称                       | 排名                                                                                                  |
| ------------------------------ | --- |
| 2006中国象棋计算机博弈锦标赛   | 棋天大圣 象棋奇兵 旋风 天机 将神 等                                                                   |
| 2007中国象棋计算机博弈锦标赛   | 象棋旋风 天机 棋天大圣 佳佳象棋 象棋奇兵 YSSY 将神传说 3D象棋 棋王 决战象棋 象棋名手 象棋ABC 象棋蛟龙 |
| 2008ICGA象棋计算机博弈赛(北京) | 倚天 旋风 天机 佳佳 猴王 大圣 3D 奇兵 TMSK YSSY 世家 兵河五四 UFX 先知 ABC 上海交大 Chimo 棋迹        |
| 2009中国象棋计算机博弈锦标赛   | 象棋名手 佳佳象棋 陶情弈趣 倚天 天机 新奇兵 先知 哈工程 理治棋壮                                      |
| 2010中国象棋计算机博弈锦标赛   | 新象棋旋风 佳佳象棋 象棋名手 先知象棋 哈工程 哈理工象棋                                               |
| 2011中国象棋计算机博弈锦标赛   | 象棋名手 象棋旋风 先知象棋 哈理工象棋 棋弈 工程之星                                                   |
| 2012中国象棋计算机博弈锦标赛   | 象棋名手 先知象棋 攻防专家 棋弈 韶大象棋                                                              |
| 2013中国象棋计算机博弈锦标赛   | 象棋名手 先知象棋 攻防专家 韶大象棋_环创队 哈理工象棋 哈工程_RSA 理志棋壮                             |
| 2014中国象棋计算机博弈锦标赛   | 象棋名手 先知象棋 攻防专家                                                                            |

## 大事紀
- 1988，宏碁電腦與象棋協會舉辦第一屆電子計算機象棋大賽，《象棋大師》程式獲得冠軍
- 1989，《特級大師》參加新秀杯升段賽，昇為二段棋士
- 1989，第一屆奧林匹亞電腦遊戲程式競賽，《特級大師》获得冠军
- 1991，《將族》電腦象棋遊戲公開發行
- 1998，《ELP》參加昭榮杯升段賽，晉昇為五段棋士
- 1999，開始舉辦人腦對電腦象棋大賽
- 2001，《ELP》參加新莊市長杯全國比賽，晉昇為六段棋士
- 2004，第一屆世界電腦象棋爭霸賽
- 2004，《棋海無涯》參加啟泰盃八段賽，獲得冠軍。
- 2006，首届中国象棋计算机博弈锦标赛暨2006中国机器博弈学术研讨会
- 2006，《棋天大聖》兩和象棋等級分第一的許銀川
- 2007，第二届中国计算机博弈锦标赛，《象棋旋风》获得冠军
- 2008，The 13th International Computer Games Championship，《倚天》获得冠军
- 2009，2009中国计算机博弈锦标赛，《象棋名手》获得冠军
- 2009，在人机大战中，象棋软件《象棋名手》、《佳佳象棋》、《陶情弈趣》以4胜2和的总成绩赢得和刘星、黄海林、朱琮思三位大师的比赛
- 2010，2010中国计算机博弈锦标赛，《新象棋旋风》获得冠军
- 2011，2011中国计算机博弈锦标赛，《象棋名手》获得冠军
- 2012，2012中国计算机博弈锦标赛，《象棋名手》获得冠军
- 2013，2013中国计算机博弈锦标赛，《象棋名手》获得冠军
- 2014，2014中国计算机博弈锦标赛，《象棋名手》获得冠军

## 外部連結
- Computer Chinese ChessPDF（221 KiB） (Yen, Chen, Yang, Hsu) — review (英)
- 近年來電腦象棋在臺灣的進展